# Phymaspermum equisetoides
Phymaspermum equisetoides es una especie de planta floral del género Phymaspermum, tribu Anthemideae, familia Asteraceae. Fue descrita científicamente por Thell.
Se distribuye por la provincia del Cabo y Lesoto.